# Selisternio
El Selisternio o sellisternium era un banquete ritual para las diosas en la antigua religión romana. Se basó en una variante de las theoxenias griegas, y se consideró una forma de rito "griega" que fue apropiada e integrada por los romanos, pero en exclusiva para algunas diosas romanas, las cuales se pensaban que eran originalmente griegas, o con contrapartes claramente griegas. En el Lectisternio romano tradicional, las imágenes de las deidades asistentes, generalmente masculinas, se reclinaban en los sofás junto con sus anfitriones o invitados masculinos. En el selisternio, las diosas asistentes se sentaban en sillas o bancos (en latín, sellae), generalmente en compañía de anfitrionas e invitadas exclusivamente femeninas. Un selisternio para la Magna Mater formaba parte de sus ludi Megalenses; una representación en el templo augusto Ara Pietatis probablemente muestra su selisternio, donde se incluye a Atis, su consorte castrado. Después del gran incendio de Roma del 64 d. C., se llevó a cabo un selisternio para propiciar a Juno. Los juegos seculares tenían un selisternio para Juno y Diana, y según Macrobio, un banquete sentado de los dioses y diosas por igual era parte del culto de Hércules en el Ara Maxima.
- Esta obra contiene una traducción total derivada de «Sellisternium» de Wikipedia en inglés, concretamente de esta versión del 11 de enero de 2023, publicada por sus editores bajo la Licencia de documentación libre de GNU y la Licencia Creative Commons Atribución-CompartirIgual 4.0 Internacional.